# Harvey Korman
Harvey Herschel Korman, född 15 februari 1927 i Chicago i Illinois, död 29 maj 2008 i Los Angeles i Kalifornien, var en amerikansk skådespelare och komiker. Hans film- och TV-karriär varade från 1961 till 2001.
Harvey Korman medverkade i flera av Mel Brooks filmer. Han framträdde i sin förmodligen mest kända roll, som skurken Hedley Lamarr, i Brooks komedi Det våras för sheriffen (1974). Kormans karriär omfattade även TV-framträdanden. Mellan 1967 och 1978 var han ett välbekant ansikte i den komikerensemble som medverkade i The Carol Burnett Show.

## Filmografi i urval
- 1962 – Gypsy (ej krediterad)
- 1963 – Flubbers son (ej krediterad)
- 1964–1966 – Familjen Flinta (TV-serie) (röstroll, 13 avsnitt)
- 1966 – Galen till tusen
- 1966 – Vår man Fred Flinta (röst)
- 1967–1977 – The Carol Burnett Show (TV-serie) (244 avsnitt)
- 1974 – Det våras för sheriffen
- 1977 – Det våras för galningarna
- 1978 – Stjärnornas krig och fred
- 1980 – Herbie vild och galen
- 1981 – Det våras för världshistorien, del 1
- 1982 – Jakten på Rosa pantern
- 1983 – Rosa Panterns förbannelse
- 1994 – Katten Gustaf (TV-serie) (röstroll, 2 avsnitt)
- 1994 – Radioland Murders
- 1994 – The Flintstones (röstroll)
- 1995 – Dracula – död men lycklig
- 1996 – Klappjakten
- 1998 – Brisby och Nimhs hemlighet 2: Timmys färd till Nimh (röstroll)
- 2000 – Familjen Flinta i Viva Rock Vegas (röstroll)